# Вучја река
Вучја река је уз Грубину реку саставница Јерме.

## Географске одлике
Вучја река извире на 1.418 m н.в, а са Грубином реком спаја се код села Клисуре на 866 m н.в. Дужина њеног речног тока је 9,05 km, а површина слива 22,53 km².

### Слив
Горњи део слива Вучје реке, у коме се налази изворишна челенка, испресецан је јаругама. Вучја река има правац отицања ка северу, да би узводно од Клисуре скренула ка североистоку. 
Слив Вучје реке је изграђен од вододрживих стена.
Количина падавина у подручју њеног слива је велика тако да је густина речне мреже изразита – 2,27 km/km². 
Притоке
Притоке Вучје реке су бројне, нарочито са леве стране односно развођа према Власинском језеру, а њихове долине су дубоке и јаружасте. Највећи број притока Вучје реке прима са леве стране. Највећа притока је Стрежина река, која се улива се у Вучју реку узводно од Клисуре и одводњава највише врхове Грамаде.
Узводно од саставка са Грубином реком, речно корито Вучје реке је бетонирано и каналисано.

### Вегетација
Слив Вучје реке највећим делом покривен је шумском вегетацијом.